# 篠有紀子
篠 有紀子（しの ゆきこ、1958年3月5日 - ）は、日本の漫画家。北海道苫小牧市出身（出生地は札幌市）。北海道苫小牧西高等学校卒業。血液型はAB型。

## 来歴
1978年、白泉社の第3回アテナ大賞で『冬の日の1ページ』が2席に入選。同年、『アーちゃんの想い人』がトップ賞を受賞し、『LaLa』7月号に掲載されデビューした。当初は『LaLa』中心に作品を発表していたが、1986年頃から女性誌に活動の場を移している。
代表作に『神様の贈り物』、『人生はハピネス』、『花きゃべつひよこまめ』、『高天原に神留坐す』など。

## 単行本リスト
- フレッシュグリーンの季節（白泉社、花とゆめコミックス、1979年）
- アルトの声の少女（白泉社、花とゆめコミックス、1980-81年）全3巻
- ストロベリー・エッセイ（白泉社、花とゆめコミックス、1982年）
- 3年前の眠り姫（白泉社、花とゆめコミックス、1982年）
- 閉じられた9月（白泉社、花とゆめコミックス、1984年）
- さみしい夜の魚（白泉社、花とゆめコミックス、1985年）
- 水玉シャーベットの秘密（白泉社、花とゆめコミックス、1985年）
- 白のイノセンシティ（白泉社、花とゆめコミックス、1986年）
- 碧のクレッシェンド（白泉社、花とゆめコミックス、1986年）
- 眠れるアインシュタイン（白泉社、花とゆめコミックス、1987年）
- メッセンジャー（秋田書店、キャンドルコミックス、1987年）
- ラベンダーの庭園（主婦と生活社、エメラルドコミックス、1988年）
- ビブラフォン（主婦と生活社、エメラルドコミックス、1989年）
- 神様の贈り物（集英社、ヤングユーコミックス、1989年）
- ミスターグッドマンを探して（講談社、モーニングオールカラーコミックブック、1989年）
- ベージュの月と浮気者（集英社、ヤングユーコミックス、1990年）
- りんごのUFO（大陸書房、MENUETT　COMICS、1990年）
- 意地悪（講談社、ミミKC、1991年）
- 人生はハピネス（扶桑社、エクセレントコミックス、1991年）
- 彼女の耳はチューインガムの味（角川書店、YOUNG　ROSE　COMICS、1992年）
- ふたつお菓子がたべられる（双葉社、JOUR COMICS YOUNG、1992年）
- 花きゃべつひよこまめ（講談社、講談社コミックスkiss、1992-2000年）全14巻
- ファンタジー（双葉社、JOUR COMICS YOUNG、1992年）
- クジラに願いを（講談社、講談社コミックスkiss、1993年）
- 高天原に神留坐す（講談社、講談社コミックスkiss、2004年）全3巻
- ケロちゃん日和（講談社、講談社コミックスkiss、2007年）
- ななこハウス（講談社、講談社コミックスkiss、2008年）
- 天使とデート（講談社、講談社コミックスkiss、2008年）
- 清姫ものがたり（ワニブックス、ワニプラスコミックス、2010年）